# CDG Express
48°55′30″ пн. ш. 2°21′45″ сх. д. / 48.924980277778° пн. ш. 2.3625141666667° сх. д.
CDG Express — високошвидкісна залізниця, в стадії будівництва. 
Має сполучити станцію Париж-Східний та аеропорт Шарля де Голля, за для зменшення навантаження на чинній лінії RER B. 
Спочатку відкриття планувалося на 2006 рік, проте кілька разів відкладалося, востаннє на початок 2027 року. 
Після завершення пасажири зможуть розраховувати на подорож між аеропортом і Париж-Східний всього за 20 хвилин, долаючи відстань у 32 км.

## Історія
У червні 2000 року SNCF, Réseau Ferré de France та Aéroports de Paris створили CDG-Express, groupement d'intérêt économique, для розвитку високошвидкісного залізничного сполучення від Парижа до аеропорту Шарля де Голля. 
Залізницю ангажовано до відкриття у 2006 році. 

У липні 2008 року консорціум Vinci, Caisse des Dépôts et Consignations, Axa та Keolis обрано для фінансування, будівництва та управління лінією, відкриття якої заплановане на 2013 рік. 

Однак реалізація проекту призупинено, поки його не було перезапущено в січні 2014 року. 

Він буде побудований та експлуатований спільним підприємством між SNCF та Paris Aéroport у співвідношенні 50:50 . 

Hello Paris, спільне підприємство Keolis і RATP, керуватиме лінією 15 років із січня 2024 року із рухомим складом Alstom Coradia. 

29 травня 2019 року міністр транспорту Елізабет Борн оголосила, що впровадження CDG Express буде відкладено на кінець 2025 року 

після літніх Олімпійських ігор 2024 року, щоб зосередитися на інших інфраструктурних роботах у північному передмісті Парижа. 

Введення в експлуатацію та відкриття для публіки заплановано на перший квартал 2027 року. 

Очікується, що вартість проїзду становитиме 24 євро. 